# Giro di Romagna 1983
Il Giro di Romagna 1983, cinquantottesima edizione della corsa, si svolse il 18 agosto 1983 su un percorso di 241 km. La vittoria fu appannaggio del belga Alfons De Wolf, che completò il percorso in 6h35'17", precedendo lo svedese Sven-Åke Nilsson e l'italiano Palmiro Masciarelli.

## Ordine d'arrivo (Top 10)
| Pos. | Corridore           | Squadra               | Tempo    |
| ---- | ------------------- | --------------------- | -------- |
| 1    | Alfons De Wolf      | Bianchi-Piaggio       | 6h35'17" |
| 2    | Sven-Åke Nilsson    | Termolan-Galli-CIÖCC  | a 18"    |
| 3    | Palmiro Masciarelli | Gis Gelati-Campagnolo | s.t.     |
| 4    | Filippo Piersanti   | Vivi-Benotto          | a 34"    |
| 5    | Jesper Worre        | Sammontana-Campagnolo | a 39"    |
| 6    | Maurizio Piovani    | Del Tongo-Colnago     | s.t.     |
| 7    | Mario Beccia        | Malvor-Bottecchia     | s.t.     |
| 8    | Alfio Vandi         | Metauro Mobili        | s.t.     |
| 9    | Michael Wilson      | Alfa Lum-Olmo         | a 3'23"  |
| 10   | Luciano Lorenzi     | Vivi-Benotto          | s.t.     |